# Peter Schep
Pieter Otto "Peter" Schep, född den 8 mars 1977 i Lopik, är en nederlämdsk tidigare bancyklist som blev världsmästare i poänglopp 2006. Därtill blev han europamästare i madison (i par med Jens Mouris) 2007 och i derny 2011, vann sju sexdagarslopp under karriären, samt tog sex nederländska mästartitlar.
Schep deltog i de Olympiska spelen i Atlanta 1996 (12:a i lagförföljelselopp), Sydney 2000 (8:a i lagförföljelselopp), Aten 2004 (7:a i poänglopp, 5:a i lagförföljelselopp) och Peking 2008 (8:a i madison med Jens Mouris, 20:e i poänglopp).

## Meriter
| 2005 2:a i lagförföljelselopp med Niki Terpstra, Jens Mouris och Levi Heimans 2006 Världsmästare i poänglopp 2007 2:a i madison med Danny Stam 2008 3:a i poänglopp 2010 2:a i poänglopp 2011 3:a i madison med Theo Bos 2006 2:a i madison med Danny Stam 2007 Europamästare i madison med Jens Mouris 2009 3:a i madison med Danny Stam 2011 Europamästare i derny 2012 3:a i derny | 2006 Vinnare av Amsterdams sexdagars med Danny Stam 3:a i Maastrichts sexdagars med Danny Stam 3:a i Grenobles sexdagars med Jens Mouris 3:a i Münchens sexdagars med Danny Stam 2007 3:a i Stuttgarts sexdagars med Danny Stam och Olaf Pollack 3:a i Köpenhamns sexdagars med Danny Stam 3:a i Amsterdams sexdagars med Erik Zabel 2009 Vinnare av Rotterdams sexdagars med Joan Llaneras 2:a i Köpenhamns sexdagars med Danny Stam 2:a i Apeldoorns sexdagars med Danny Stam och Tim Veldt 2010 Vinnare av Gents sexdagars med Iljo Keisse 3:a i Berlins sexdagars med Danny Stam 2011 2:a i Amsterdams sexdagars med Wim Stroetinga 2:a i Gents sexdagars med Wim Stroetinga 2012 Vinnare av Rotterdams sexdagars med Wim Stroetinga Vinnare av Bremens sexdagars med Robert Bartko Vinnare av Zürichs sexdagars med Kenny De Ketele 3:a i Amsterdams sexdagars med Wim Stroetinga 2013 Vinnare av Berlins sexdagars med Roger Kluge 2:a i Rotterdams sexdagars med Wim Stroetinga 3:a i Bremens sexdagars med Robert Bartko |

### Nederländska mästerskap
| Säsong |

| Disciplin |

| Madison partner |

| Scratch |

| Poänglopp |

| Ind. förföljelse |

| 50 km |

| Derny |

| JM | = Jens Mouris | WS | = Wim Stroetinga | TB | = Theo Bos |